# Eugeniusz Berezowiec
Eugeniusz Berezowiec (ur. 26 lutego 1944 w Bielsku Podlaskim, zm. 25 listopada 2013 tamże) – polski działacz samorządowy, burmistrz miasta Bielsk Podlaski w latach 2002-2013, członek Sojuszu Lewicy Demokratycznej (SLD). 

## Życiorys
Był synem Aleksandra i Marii, najstarszym z pięciorga rodzeństwa. Karierę samorządową zaczynał jako wiceburzmistrz Bielska Podlaskiego za czasów kadencji Andrzeja Stepaniuka. W pierwszych w historii wyborach bezpośrednich w 2002 r., jako kandydat SLD był rywalem ubiegającego się o reelekcję Andrzeja Stepaniuka, pokonując go ostatecznie dzięki wsparciu elektoratu prawicowego (katolickiego) przeciwnego Stepaniukowi reprezentującemu prawosławną mniejszość ukraińską i białoruską. W kolejnych wyborach w 2006 r., zmagał się o fotel z przedstawicielem Koalicji Bielskiej Piotrem Bożko pokonując go przewagą 968 głosów. W 2010 r., został wybrany na trzecią kadencję i zmarł w trakcie jej trwania, w wyniku zawału serca, krótko po śmierci swojej matki. Jako burmistrz krytykowany był między innymi za fakt, iż był jednym z najlepiej zarabiających burmistrzów i prezydentów miast w województwie podlaskim, w 2011 r., jednocześnie w trakcie jego urzędowania tylko w latach 2008-2010 miasto zrealizowało rekordowe w swojej historii inwestycje na ponad 7,2 mln złotych, w tym nowe ulice oraz kanały sanitarne. W 2004 "za wybitne zasługi w działalności na rzecz społeczności lokalnej" odznaczony Krzyżem Kawalerskim Orderu Odrodzenia Polski.
Nabożeństwo żałobne Eugeniusza Berezowca w obrządku prawosławnym, miało miejsce w Cerkwi św. Michała Archanioła przy ul. Mickiewicza, a następnie został pochowany na Cmentarzu nowym przy ul. Mickiewicza.